# Et vint le jour des citrons noirs
Pour plus de détails, voir Fiche technique et Distribution.
Et vint le jour des citrons noirs (...e venne il giorno dei limoni neri) est un poliziottesco italien réalisé par Camillo Bazzoni et sorti en 1970.

## Synopsis
Après avoir purgé une peine de huit ans de travaux forcés aux États-Unis, payant également pour les crimes commis par d'autres, le mafioso Rosario Inzulia revient dans sa Palerme bien-aimée, mais la Cosa nostra est à ses trousses. Pendant son emprisonnement, Rosario a perdu sa femme dans un accident, il demande donc au parrain Don Calogero Lo Presti de l'aider à reprendre sa vie en main. Mais un homme qui a des comptes à régler avec la mafia, Carmelo Rizzo, lui révèle que sa femme a été assassinée par la mafia, et que l'instigateur est une personne qu'il n'aurait jamais soupçonné. Rosario décide donc de se venger. 

## Fiche technique
- Titre français : Et vint le jour des citrons noirs ou C'est la loi des Siciliens[1]
- Titre original italien : ...e venne il giorno dei limoni neri[2]
- Réalisation : Camillo Bazzoni
- Scenario : Camillo Bazzoni, Giovanni Addessi, Franco Barbaresi, Yvette Louis, Nicola Manzari
- Photographie :	Sandro Mancori
- Montage : Nella Nannuzzi
- Musique : Carlo Rustichelli
- Décors : Camillo Del Signore
- Costumes : Mariolina Bono
- Production : Giovanni Addessi
- Société de production : Produzione DC7, Mega Film
- Pays de production :  Italie
- Langue originale : Italien
- Format : Couleurs par Eastmancolor - 2,35:1 - Son mono - 35 mm
- Durée : 99 minutes
- Genre : Poliziottesco
- Dates de sortie :
  - Italie : 23 avril 1970
  - France : 5 avril 1973[1]
- Affiche : Jean Mascii (France)

## Distribution
- Antonio Sabàto : Rosario Inzulia
- Florinda Bolkan : Rossana
- Peter Carsten : Don Calogero Lo Presti
- Don Backy : Carmelo
- Didi Perego : Concettina
- Pier Paolo Capponi : Francesco
- Silvano Tranquilli : Commissaire Modica
- Stefano Satta Flores
- Guido Lollobrigida